# Ореханов, Георгий Леонидович
Гео́ргий (Юрий) Леони́дович Ореха́нов (2 мая 1962, Москва — 20 января 2020, Москва) — российский богослов и историк.
Доктор церковной истории (2010), доктор исторических наук (2012), профессор. Протоиерей Русской православной церкви.
Член Экспертного совета Высшей аттестационной комиссии при Министерстве образования и науки Российской Федерации по теологии.

## Биография
В 1984 году окончил механико-математический факультет МГУ, в 1990 году окончил факультет психологии МГУ.
В 1991 году поступил на богословский факультет Православного Свято-Тихоновского богословского института, который окончил в 1995 году с квалификацией «бакалавр теологии».
С 1995 года преподавал на кафедре истории Русской православной церкви богословского факультета ПСТГУ, в 2006 году стал доцентом, затем профессором кафедры.
В 1998 году в ПСТГУ защитил диссертацию по теме «Эволюция идеи собора и генезис представлений церковных реформаторов о структуре, месте и роли этого органа в церковной жизни» и получил степень кандидата богословия.
1 марта 1998 года был рукоположён в сан диакона и с того же времени является штатным клириком храма святителя Николая в Кузнецкой слободе Москвы. 22 ноября 1999 года рукоположён в сан священника.
В 2001—2007 годах — заместитель декана богословского факультета ПСТГУ, в 2005—2007 годах — проректор ПСТГУ по учебной работе.
В 2005 году в Российском государственном социальном университете под научным руководством доктора исторических наук, профессора Светланы Зубановой защитил диссертацию на соискание учёной степени кандидата исторических наук по теме «Исторический контекст подготовки Поместного Собора Русской Православной Церкви и генезис церковно-реформаторского движения (1905—1906 гг.)». (Специальность 07.00.02 — Отечественная история). Официальные оппоненты — доктор исторических наук, профессор Владимир Фёдоров и доктор исторических наук, профессор Сергей Фирсов.
В 2008—2011 годах — проректор ПСТГУ по внутривузовской системе качества образования.
10 мая 2010 года в ПСТГУ защитил диссертацию на соискание степени доктора церковной истории по теме «Русская Православная Церковь и Л. Н. Толстой: причины конфликта и его восприятие современниками». Научный консультант — доктор исторических наук, профессор Александр Яковлев, официальные оппоненты — доктор богословия протоиерей Владислав Свешников, доктор исторических наук, профессор Сергей Фирсов, доктор филологических наук Александр Гулин. Ведущая организация — Военный университет Министерства обороны Российской Федерации.
С 2011 года до кончины — проректор ПСТГУ по международной работе.
24 февраля 2012 года в Ярославском государственном педагогическом университете защитил диссертацию на соискание учёной степени доктора исторических наук по теме «Историко-культурный контекст дихотомии „Русская Православная Церковь — Л. Н. Толстой“» (специальность 24.00.01 — теория и история культуры). Официальными оппонентами выступили доктор исторических наук, профессор Нела Багновская; доктор филологических наук Александр Гулин; доктор исторических наук, профессор Алексей Лубков. Ведущая организация — Русская христианская гуманитарная академия.
1 мая 2013 года патриархом Кириллом в кафедральном соборном храме Христа Спасителя возведён в сан протоиерея.
Преподавал в ПСТГУ курс «История Русской Православной Церкви синодального периода (XVIII — нач. XX века)», Семинар по истории Русской Православной Церкви синодального периода (XVIII — начала XX века), вёд спецкурсы «Русская Православная Церковь и Л. Н. Толстой», «Религиозный кризис в России в XIX веке», «Духовные поиски в России конца XVIII — нач. XX века».
30 мая 2016 года приказом министерства образования и науки Российской Федерации назначен Заместителем председателя объединённого диссертационного совета Д 999.073.04 по теологии общецерковной аспирантуры и докторантуры имени святых равноапостольных Кирилла и Мефодия, Православного Свято-Тихоновского гуманитарного университета, Московского государственного университета и Российской академии народного хозяйства и государственной службы.
Скончался 20 января 2020 года в Москве от инфаркта. 22 января 2020 года в Николо-Кузнецком храме в Москве епископ Орехово-Зуевский Пантелеимон (Шатов) возглавил Божественную Литургию и чин отпевания протоиерея Георгия Ореханова в сослужении 49 священников и 16 диаконов, при большом стечении народа. Похоронен на Головинском кладбище в Москве.

## Научные труды
- Исторический контекст подготовки поместного собора Русской Православной Церкви и генезис церковно-реформаторского движения : 1905—1906 гг.: автореферат дис. … кандидата исторических наук : 07.00.02 / Рос. гос. соц. ун-т. — Москва, 2005. — 24 с.
- Русская Православная Церковь и Л. Н. Толстой: причины конфликта и его восприятие современниками : автореф. дис. … доктора. церков. ист.: М., 2010. 36 с.
- Историко-культурный контекст дихотомии «Русская Православная церковь — Л. Н. Толстой»]: автореферат дис. … доктора исторических наук : 24.00.01 / Ореханов Юрий Леонидович; [Место защиты: Ярослав. гос. пед. ун-т им. К. Д. Ушинского]. — Ярославль, 2012. — 51 с.

- На пути к собору. Церковные реформы и первая русская революция. — М.: ПСТБИ, 2002. — 221 с.
- Жестокий суд России: В. Г. Чертков в жизни Л. Н. Толстого / свящ. Георгий Ореханов ; Православный Свято-Тихоновский гуманитарный ун-т, Богословский фак., Каф. истории Русской православной церкви. — М.: ПСТГУ, 2009. — 191 с. — ISBN 978-5-7429-0559-2
- Русская Православная Церковь и Л. Н. Толстой: конфликт глазами современников: монография / священник Георгий Ореханов ; Православный Свято-Тихоновский гуманитарный ун-т, Богословский фак. — М.: Изд-во ПСТГУ, 2010. — 692 с. — ISBN 978-5-7429-0597-4
- В. Г. Чертков в жизни Л. Н. Толстого; Православный Свято-Тихоновский гуманитарный ун-т, Богословский фак., Каф. истории Русской православной церкви. — М.: Изд-во ПСТГУ, 2014. — 191 с. ISBN 978-5-7429-0898-2
  - В. Г. Чертков в жизни Л. Н. Толстого; Православный Свято-Тихоновский гуманитарный ун-т, Богословский фак., Каф. истории Русской православной церкви. — М.: Изд-во ПСТГУ, 2015. — 191 с. ISBN 978-5-7429-0965-1
- Russische Orthodoxe Kirche // In: M. George / J. Herlth / C. Münch / U. Schmid (Hg.), Tolstoj als theologischer Denker und Kirchenkritiker. Göttingen, 2014 (коллективная монография на немецком языке).
- Лев Толстой. «Пророк без чести»: хроника катастрофы. — М.: Воскресение : Эксмо, 2016. — 602 с. — ISBN 978-5-699-91802-7. — 7000 экз.
- «Духовность»: дискурс и реальность; Православный Свято-Тихоновский гуманитарный университет. — М. : Издательство ПСТГУ, 2017. — 150 с. — ISBN 978-5-7429-1139-5 (в соавторстве с К. А. Колкуновой)
- Университеты протоиерея Георгия Ореханова : 1962—2020 : Статьи. Выступления. Воспоминания / сост.: Е. Ю. Агафонов, К. М. Антонов; [отв. ред. прот. Константин Польсков]. — Москва : Изд-во ПСТГУ, 2023. — 380 с. — ISBN 978-5-7429-1509-6

- Реформа Высшего Церковного Управления в работах предсоборного присутствия 1906 года // Ежегодная богословская конференция Православного Свято-Тихоновского богословского института. М., 1992—1996. — С. 334—336.
- Анонс книги «Следственное дело патриарха Тихона» // Богословский сборник. М., 1997. — № 1. — С. 193—195 (в соавторстве с Т. Х. Терентьевой и А. В. Постернаком)
- Краткий статистический обзор условий религиозно-просветительной деятельности Российской Православной Церкви при изменившемся устройстве России и по отделении Церкви от государства. // Богословский сборник. № 1. — Москва: Изд-во НОУ ВПО «ПСТБИ», 1997. — С. 195—236. (в соавторстве с Т. Х. Терентьевой и А. В. Постернаком)
- Ф. Д. Самарин и его архив // Ежегодная Богословская конференция Православного Свято-Тихоновского института, 30 янв. — 1 февр. 1997 г.: материалы. — М., 1997. — С. 117—120.
- Verso il Consilio: 1905—1917 // La Nuova Europa. Milano, 1997. — № 6 (276). — С. 58—74 (на итал. языке).
- О проекте создания женского Богословского института (1913—1916) // Материалы Богословской конференции ПСТБИ. М., 1998. — С. 259—260.
- Обсуждение вопросов «внутренней миссии» на заседаниях Предсоборного присутствия 1906 года и деятельность Братства Святителей Московских (1909—1916) // Материалы миссионерской конференции МГУ «Научно-богословские труды по проблемам православной миссии». М.: Исторический факультет МГУ, 1999. — С. 111—114
- Вопросы «внутренней» миссии в деятельности Братства Святителей Московских // Материалы научной конференции «Научно-богословские труды по проблемам православной миссии». Том 1. Белгород: Изд-во Миссионерского отдела Московского Патриархата, 1999. — С. 235—237
- Император Николай II и Поместный Собор Русской Православной Церкви (два письма) // Богословский сборник Православного Свято-Тихоновского богословского института. М., 1999. — № 2. — С. 69—73
- К ранней истории обновленчества: Список членов братства «Ревнители церковного обновления», состоящих в священном сане (окт. 1906 г.) // Богословский сборник Православного Свято-Тихоновского богословского института. М., 1999. — № 3. — С. 222—224
- Генезис русского церковного реформаторства (1905—1906 гг.) // Богословский сборник Православного Свято-Тихоновского богословского института. М., 1999. — № 4. — С. 294—302
- Церковный собор и церковно-реформаторское движение // Журнал Московской Патриархии. М., 2000. — № 12. — С. 72—80
- Дневник митр. Арсения (Стадницкого) — новый источник по русской церковной истории (1905—1916 гг.) // Материалы Богословской конференции Православного Свято-Тихоновского богословского института. М., 2000. — С. 353—356
- Материалы из Федерального архива г. Берлина (2 письма членов Архиерейского Синода) // Богословский сборник. № 7. М, 2001. (в соавторстве с Гизелой Зоммер)
- Витте contra Победоносцев: дискуссия о церковной реформе весной и летом 1905 года // Журнал Московской Патриархии. М., 2001. — № 11 — С. 48—70.
- Дело митр. Вениамина (Казанского). К 80-летию процесса // Материалы Богословской конференции ПСТБИ. М., 2002. — С. 200—209 (в соавторстве с Н. А. Кривошеевой)
- Боярский, Александр Иванович // Православная энциклопедия. — М., 2003. — Т. VI : Бондаренко — Варфоломей Эдесский[англ.]. — С. 133-135. — 39 000 экз. — ISBN 5-89572-010-2. (в соавторстве с С. Л. Фирсовым)
- Брак // Православная энциклопедия. — М., 2003. — Т. VI : Бондаренко — Варфоломей Эдесский[англ.]. — С. 146-181. — 39 000 экз. — ISBN 5-89572-010-2. (в соавторстве с В. А. Цыпиным, М. С. Желтовым, Е. А. Агеевой)
- Правление объединённых приходов в Петрограде и обновленческое движение // Материалы Богословской конференции ПСТБИ. М., 2003.
- Л. Толстой и Оптина пустынь: один астаповский эпизод // Материалы [XIV] Ежегодной Богословской конференции ПСТГУ. — Москва: Изд-во НОУ ВПО «ПСТГУ», 2005. — С. 409—411
- Новые материалы из архива Архиерейского Синода РПЦЗ (Доклад на конференции в Андреевском монастыре) // История русской церкви в XX веке. Мюнхен, 2004.
- Введенский Александр Иванович // Православная энциклопедия. — М., 2004. — Т. VII : Варшавская епархия — Веротерпимость. — С. 349—352. — 39 000 экз. — ISBN 5-89572-010-2. (в соавторстве с М. В. Шкаровским)
- Богословское образование XXI века: проблемы и перспективы //«Международное образование: итоги и перспективы. Материалы международной научно-практической конференции, посвящённой 50-летнему юбилею Центра международного образования МГУ им. М. В. Ломоносова (22-24 ноября 2004 года)». Т. 3. М., 2004.
- К вопросу об отлучении Л. Н. Толстого от Церкви. Из фондов Отдела рукописей Российской национальной библиотеки. 1901 г. // Исторический архив. — 2005. — № 3. — С. 163—179
- Один эпизод из жизни Л. Н. Толстого (официальная переписка по поводу сочинения «Учение Христа, изложенное для детей») // Материалы XV Ежегодной Богословской конференции ПСТГУ. Т. 1. — Москва: Изд-во НОУ ВПО «ПСТГУ», 2005. — С. 353—355.
- Новые материалы по поводу отлучения Л. Н. Толстого от Церкви // Толстой. Новый век. № 1 — Государственный мемориальный и природный заповедник Музей-усадьба «Ясная Поляна», 2005. — С. 110—114
- Последние дни жизни Л. Н. Толстого // Толстой. Новый век. № 2. — Государственный мемориальный и природный заповедник Музей-усадьба «Ясная Поляна», 2006. — С. 101—118
- Предисловие // Арсений (Стадницкий). Дневник; Правосл. Свято-Тихон. гуманит. ун-т. — М.: Изд-во Православного Свято-Тихоновского гуманитарного университета, 2006. — (Материалы по новейшей истории Русской Православной Церкви). (в соавторстве с Суховой Н. Ю., Соминым Н. В., Ефремовой О. Н.)
- Путь к отлучению (к истории личных отношений К. П. Победоносцева и Л. Н. Толстого) // Константин Петрович Победоносцев: мыслитель, учёный, человек. Материалы международной юбилейной научной конференции, посвящённой 180-летию со дня рождения и 100-летию со дня кончины К. П. Победоносцева. Санкт-Петербург, 1-3 июня 2007. — СПб.: Изд-во Санкт-Петербургская митрополии, 2007. — С. 143—155
- Православие, иудаизм и ислам в Российской империи до и после указа 17 апреля 1905 г. // Новая Европа. 2007. — № 19. — С. 46-58
  - Ortodossia, giudaismo e islam nell’ impero russo prima e dopo il Decreto del 1905 // La nuova Europa. — Milano, 2007. — № 1 (331) — C. 47-58
- Духовная трагедия Л. Н. Толстого и проблема примирения его с Русской Православной Церковью // Международные яснополянские писательские встречи. 2003—2005. Издательский дом «Ясная Поляна». — Тула, 2007. — С. 237—245
- Самаринский кружок и Афон // «Россия — Афон: тысячелетие духовного единства». Материалы международной научно-богословской конференции. Москва, 1-4 октября 2006 г. — Москва: Изд-во НОУ ВПО «ПСТГУ», 2008. — С. 268—276
- Вероисповедная политика П. А. Столыпина и Поместный Собор РПЦ 1917—1918 гг. // Материалы международной научной конференции «1917-й: Церковь и судьбы России. К 90-летию Поместного Собора и избранию Патриарха Тихона». 19-20 ноября 2007 г. — Москва: Изд-во НОУ ВПО «ПСТГУ», 2008. — С. 7—16
- К. П. Победоносцев и Л. Н. Толстой (по материалам личной переписки) // Яснополянский сборник 2008. Издательский дом «Ясная Поляна». — Тула, 2008. — С. 409—418
- Л. Н. Толстой и РПЦ: история конфликта и его восприятие современниками (основные проблемы) // Материалы XVIII Ежегодной Богословской конференции ПСТГУ. Т. 1. — Москва: Изд-во ПСТГУ, 2008. — С. 325—326
- Л. Н. Толстой и В. Г. Чертков. К истории завещания писателя. 1907—1909 гг. // Исторический архив. — 2009. — № 4. — С. 120—130
- «Его примирение с Церковью будет праздником светлым для всей Русской земли, всего народа русского…». Письмо митрополита Антония (Вадковского) С. А. Толстой. 11 февраля 1902 г. // Отечественные архивы. — 2009. — № 4. — С. 108—113.
- Некоторые особенности генезиса и восприятия учения Л. Н. Толстого в России // Вестник Московского государственного областного университета. Серия «История и политические науки» — 2009. — № 3. — С. 47—51
- Отлучение или отпадение? Смысл синодального акта о Льве Толстом // Родина. — 2009. — № 11. — С. 60—64
- Л. Н. Толстой и Православная Церковь: к истории конфликта (новые документы) // Исторический архив. — 2009. — № 6. — С. 133—140.
- Последние дни жизни Л. Н. Толстого и Русская Православная Церковь: (нерешённые источниковедческие и историографические проблемы) // Церковь в истории России. Сборник 8. — Москва: Институт российской истории РАН, 2009. — С. 168—190
- Л. Н. Толстой и русское духовенство // Материалы XIX ежегодной Богословской конференции ПСТГУ. — Москва: Изд-во ПСТГУ, 2010. — С. 236—243.
- А. Л. Толстая и В. Г. Чертков // Яснополянский сборник. 2010. — Тула: Издательский дом «Ясная Поляна». — 2010. — С. 314—325
- В. Г. Чертков и Л. Н. Толстой // Российская история. 2010. — № 2. — С. 129—138
- Л. Н. Толстой и религиозный кризис русского общества второй половины XIX века // Сборник материалов симпозиума «Лев Толстой (1828—1910) и Церковь его времени» (14-15 декабря 2009 года), Atti del Simposio «Lev Tolstoi (1828—1910) e la Chiesa del suo tempo» (14-15 dicembre 2009). — Тула, Издательский дом «Ясная Поляна», 2011. — С. 126—144.
  - L.N. Tolstoj e la crisi religiosa della società russa della seconda metà del XIX secolo // Сборник материалов симпозиума «Лев Толстой (1828—1910) и Церковь его времени» (14-15 декабря 2009 года), Atti del Simposio «Lev Tolstoi (1828—1910) e la Сhiesa del suo tempo» (14-15 dicembre 2009). — Тула: Издательский дом «Ясная Поляна», 2011. — С. 145—163
- Восприятие конфликта между Русской православной церковью и Л. Н. Толстым современниками писателя в России // Вестник Вятского государственного гуманитарного университета. — 2011. — № 2(1) — C. 30—38
- Критика моральных идей Л. Н. Толстого в трудах Д. Н. Овсянико-Куликовского // Ярославский педагогический вестник. — 2011. — № 2. — Том I (Гуманитарные науки). — C. 266—269
- Восприятие религиозных идей Л. Н. Толстого в протестантизме XX в. // Ярославский педагогический вестник. — 2011. — № 2. — Том I (Гуманитарные науки). — С. 270—275.
- Л. Н. Толстой и русский религиозный кризис: некоторые методологические аспекты проблемы // Л. Н. Толстой в движении эпох: философские и религиозно-нравственные аспекты наследия мыслителя и художника: материалы Международного Толстовского форума, посвящённого 100-летию со дня смерти Л. Н. Толстого. — Тула: Ясная поляна. Ч. 2. — 2011. — 400 с. — ISBN 978-5900998-42-8 — С. 126—136
- Л. Н. Толстой и Оптина пустынь // Ярославский педагогический вестник. — 2011. — № 3. — Том I (Гуманитарные науки). — C. 41-44
- Л. Н. Толстой, Ф. М. Достоевский и К. Н. Леонтьев: смысл и значение спора о «розовом христианстве» // Ярославский педагогический вестник. — 2011. — № 3. — Том I (Гуманитарные науки). — C. 34—40
- Митр. Антоний (Вадковский) и синодальный акт 20-22 февраля 1901 г. о Л. Н. Толстом // Вестник Вятского государственного гуманитарного университета. История и юридические науки. — 2011. — № 2(5). — C. 77—80
- Духовный кризис русского общества: некоторые методологические аспекты проблемы // Вестник Вятского государственного гуманитарного университета. — 2011. — № 3(1) — C. 47—53
- Духовный переворот Л. Н. Толстого: хронология и особенности // Научные ведомости Белгородского государственного университета. Серия «История. Политология. Экономика. Информатика». — 2011. — Выпуск 19. — № 13 (108).
- Некоторые принципиальные проблемы изучения истории конфликта Л. Н. Толстого с русской православной церковью // «Мансуровские чтения». Калуга, сентябрь 2010. Выпуск 3. Издательский дом «Ясная Поляна». — 2011. — С. 9—18.
- 格奥吉·奥列夫. 托斯泰与正教会的分歧何在? (на китайск. языке). В чём заключается разногласие между Л. Толстым и Православной Церковью? // Русская литература и искусство. — Пекин, 2010. — № 3. — С. 87-89.
- Der Konflikt zwischen Tolstoj und der Russischen Kirche // G2W. Okumenisches Forum fiir Glauben, Religion und Gesellschaft in Ost und West. 4, — Zurich, 2011. — C. 22-25
- L´anima oscura di Tolstoi // La nuova Europa. — Milano, 2011. — № 1 (355). — C. 25-35.
- Le quattro scoperte di un genio // La nuova Europa. — Milano, 2012. — № 4 (364).
- 俄国圣主教公会1901 年2 月决议的 前史及特点 (на китайск. языке) Предыстория и особенности синодального акта 20-22 февраля 1901 г. о Л. Н. Толстом // Исследование России. — Харбин, 2012. — № 4.
- Un cristianesimo irenistico // La nuova Europa. № 5 (364). Milano, 2012.
- Молодёжь, Церковь и секуляризация // Детство в христианской традиции и современной культуре. Сост. К. Б. Сигов. — К.: «Дух і літера», 2012. — С. 236—260
- Круглый стол в Ясной Поляне «Преображение земли — конечная задача христианства в мире и обществе: Достоевский и Толстой» // Литературная учёба. 2012. — № 4 (июль — август).
- Л. Н. Толстой и авторы «Вех» // «ВЕХИ» русской религиозной мысли 1909—2009. Акты Симпозиума, прошедшего в Риме 26 февраля 2009 года. При участии Папского Восточного Института (Рим) и Православного Свято-Тихоновского Университете (Москва). Под редакцией Эдварда Г. Фарруджи, О. И. Pontificio Istituto Orientale / Папский Восточный Институт. Roma / Рим 2012.
  - Lev Tolstoj e gli autori di Vechi // «VECHI» Pietre miliari del pensiero religioso russo 1909—2009. Atti del Simposio svoltosi a Roma, il 26 febbraio 2009. Con la partecipazione del Pontificio Istituto Orientale (Roma) e dell’Università ortodossa di S.Tichon (Mosca) a cura di Edward G. Farrugia, S.J. Roma. 2012.
- Круглый стол в Ясной Поляне «Преображение земли — конечная задача христианства в мире и обществе: Достоевский и Толстой» // Литературная учёба. 2012. — № 4 (июль — август).
- Л. Н. Толстой и П. Я. Чаадаев: два способа преодоления духовного кризиса // Руниверс, 22.10.2012
- Л. Н. Толстой, Ф. М. Достоевский и отрава гуманизма: новая жизнь дискуссии о «розовом христианстве» // Руниверс, 03.12.2012
- К. Н. Леонтьев — свидетель: врач, писатель, философ, монах // Свидетельство: традиции, формы, имена / Сост. К. Б. Сигов. — К.: «Дух і літера», 2013. — С. 493—514
- Рецепция решений I Ватиканского собора в России // Христианское чтение, 2013. — № 3. — C. 86-99
- Делая народ эталоном веры, Победоносцев в чём-то был очень далёк от веры народа: [о книге А. Полунова «К. П. Победоносцев в общественно-политической и духовной жизни России». РОССПЭН. Москва, 2010] // Российская история. — Москва, 2013. — № 1. — С. 100—104.
- Секуляризация и постмодерн: религиозные процессы в молодёжной среде в современной России и Европе и их социально-богословская рефлексия // Вестник ПСТГУ. 2014. Сер. 1. Богословие. Философия. Вып. 6 (56). — C. 101—118
- Молодёжь, вера, Церковь и секуляризация // Fenomen Rosji. Pamięć przeszłości i perspektywy rozwoju // Część 1: Pamięć o przeszłości w idei i kulturze Rosji. Krakòw. 2014.
- Отлучение Льва Николаевича Толстого в контексте вопроса о церковном обновлении // Л. Н. Толстой и Ф. М. Достоевский: задачи христианства и христианство как задача. Международная научная конференция. 2- 5 октябрь 2011 г. Музей-усадьба Л. Н. Толстого «Ясная Поляна». 2014.
- La chiesa di Tolstoj salvata dalla ragione // Avvenire. 19.11.2014.
- The Roman Question in the History of Russian Culture in the Late Nineteenth and the Early Twentieth Centuries // Apology of culture: religion and culture in Russian thought / ed. by Artur Mrowczynski-Van Allen, Teresa Obolevitch, Pawel Rojek. USA 2015.
- «Patchwork-Religiosität»: особенности изучения явления в современном немецком контексте // Вестник ПСТГУ. 2015. Сер. 1. Богословие. Философия. — Вып. 6 (62) — C. 94—112
- Lev Tolstoj come tipo religioso // La nuova Europa. Milano 2015. — № 2 (380).
- Jugend, Kirche und Säkularisierungsprozesse im heutigen Russland // Reinhard Flogaus, Jennifer Wasmuth (Hrsg.). Orthodoxie im dialog. Historische und aktuelle perspektiven. Festschrift für Heinz Ohme. Berlin/Boston 2015. (на нем. языке)
- Der Synodalbeschluß vom 20.-22. Februar 1901 über L.N.Tolstoj. Vorgeschichte und Besonderheiten // Ostkirchliche Studien: 63. Band, Heft 2. Würzburg: echter 2014. (на нем. языке)
- Ф. И. Тютчев и «Римский вопрос» (1840-е годы) // Мурановские чтения — 2014: Материалы научной конференции 4-5 декабря 2014 года. М.: Издательство «Спутник+», 2015.
- Лермонтов русской философии: Новая религиозная жизнь дискуссии о розовом христианстве // Христианство и русская литература / Под ред. В. А. Котельникова и О. Л. Фетисенко. СПб.: Издательство «Пушкинский дом», 2016.
- Л. Н. Толстой как религиозный тип (интерконфессиональный аспект вопроса) // Вопросы философии. — 2016. — № 4. — С. 42—53.
- Пэчворк-религия Л. Н. Толстого // Гуманитарные исследования в восточной Сибири и на Дальнем Востоке. 2016. — № 4. — С. 100—106
- Религиозный кризис. Лев Толстой и Пётр Чаадаев // Logos i ethos. 2016 — № 43. — С. 165—179
- Рецензия на книгу: Streib H., Keller B. Was bedeutet Spiritualität? Befunde, Analysen und Fallstudien aus Deutschland. Göttingen. 2015 // Вестник ПСТГУ. Серия I: Богословие. Философия. Религиоведение. 2017. — Вып. 6 (74). — С. 146—151 (в соавторстве с А. Лаврентьевым)
- Статистика Поместного Собора 1917—1918 гг. как источник анализа русского религиозного кризиса // Собор и соборность: К столетию начала новой эпохи. Материалы международной научной конференции 13-16 ноября 2017 г. / отв. ред. А. В. Анашкин. — М. : Издательство ПСТГУ, 2018. — 368 с. — ISBN 978-5-7429-1179-1. — С. 255—278
- К. Н. Леонтьев и Афон // Утраты и обретения: 1917—2017. Устремлённость в будущее: сб. избранных материалов XVIII—XX Богородично-Рождественских образовательных чтений Калужской митрополии / Комиссия религиозного образования и катехизации Калужской митрополии Русской Православной Церкви Московского Патриархата; отв. ред. и сост. Анохина Т. В. — Калуга, 2018. — С. 397—402.
  - Constantin Léontiev et «Athos russe» // Realite. Sciences philosophiques et politiques: recherches pluridisciplinaires internationals. Revue trimestrielle. 2019. Janvier-Fevrier-Mars. N 1. [Les idees socio-politiques en France et en Russie]. — P. 164—178.
- «Религия», «Религиозность», «трансценденция», «духовность»: ключевые понятия в немецкоязычных дискуссиях // Религиоведение: Научно-теоретический журнал. 2018. — № 2 — С. 79—93 (в соавторстве с К. А. Колкуновой)
- Начальная школа накануне революции. Опыт ликвидации безграмотности в Российской империи // Журнал Московской патриархии. 2018. — № 2 — С. 66—73
- Дневник Л. Н. Толстого и категория «религиозный опыт» // Вопросы философии. 2019. — № 3. — С. 118—128.
- Пэчворк-религия Л. Н. Толстого. Что такое «инстинкт божества» и «разумная любовь» // Личность и культура. 2019. — № 3 (109). — С. 57-62.
- Россия в поисках «исторического Иисуса»: Л. Толстой и Ф. Достоевский vs Д. Ф. Штраус // Slovene. Vol. 9. 2020. — № 1. — P. 261—291. (в соавторстве со свящ. А. Андреевым)

- Выйти из крещальной купели обновлённым. Православие и мир, 9 августа 2010
- Молодёжь, церковь и секуляризация // Нескучный сад, 15 ноября 2011
- Молодёжь и процесс секуляризации 2 // Нескучный сад, 16 ноября 2011
- Четыре открытия гения. // Фома. 2011 — № 11 (103). — С. 32-33.
- Личность и Церковь: Дворец из кубиков // Нескучный сад : журнал. — № 7 (78). — Июль 2012.
- Комментарий к статье «Почему мы такие злые» // Нескучный сад. — № 9 (80). — Сентябрь 2012.
- Лермонтов русской философии, или Новая жизнь дискуссии о «розовом христианстве». Православие и мир, 14.06.2012.
- «И свет во тьме светит» — выставка о гонениях на Русскую Церковь в Римини. Православие и мир, 3 сентября 2013
- Русская литература — христианская проповедь или гуманистическая ересь. Православие и мир, 27.03.2014.
- 23 хороших фильма: рекомендации протоиерея Георгия Ореханова. Свои рекомендации даёт протоиерей Георгий Ореханов, проректор ПСТГУ по международной работе. Православие и мир, 4 июля 2014
- Отлучение Льва Толстого — лекция протоиерея Георгия Ореханова. Православие и мир, 20.10.2014.
- Материальное обеспечение приходского духовенства в синодальную эпоху: системный сбой или социо-культурный тупик? // Материалы семинара «Церковь и духовенство как социальное сообщество в России XVIII — начала XX вв.: ключевые понятия и модели» Немецкий исторический институт. 11.04.2014.
- Тревожные цифры и факты о религиозности молодёжи. Православие и мир, 23 марта 2015
- Екатерина II и орден иезуитов: уникальная страница русской истории (+ВИДЕО). Православие и мир, 12 мая 2015
- О православных попытках «приватизировать» Пушкина, и зачем священникам читать Ницше. Православие и мир, 18 мая 2015
- Может ли Церковь простить Толстого? Отвергая Церковь, Толстой убивал художественную стихию в себе и толкал на это других художников. Православие и мир, 28 октября 2016
- Протоиерей Георгий Ореханов: Книги для зимнего чтения. Диккенс — главная любовь моей молодости. Православие и мир, 27 декабря 2016
- Лев Толстой. Бегство из рая пророка без чести (+видео). Дискуссия литературоведа Павла Басинского и протоиерея Георгия Ореханова. Православие и мир, 21 марта 2017.
- Протоиерей Георгий Ореханов: Почему первая диссертация по теологии абсолютно научна. Ответ философа-богослова на критику биолога. Православие и мир, 3 июня 2017
- Лев Толстой и Церковь — лекция протоиерея Георгия Ореханова. Конфликт Толстого с Церковью — это след глубинного конфликта, который вообще заложен был в русской культуре. Православие и мир, 9 сентября 2018
- Протоиерей Георгий Ореханов: Карен Степанян любил Достоевского, русскую жизнь, Россию. Памяти выдающегося литературоведа. Православие и мир, 19 сентября 2018

- Методические указания по написанию студенческих письменных работ разного уровня сложности. Ч. 1.
- Курсовые работы (3-4 курс). — М., Изд. ПСТГУ. 2005 (в соавторстве с Н. Ю. Суховой)
- Методические указания по написанию студенческих письменных работ разного уровня сложности. Ч. 2. Итоговые квалификационные работы. — М., Изд. ПСТГУ. 2006 (в соавторстве со свящ. Ф.Ильяшенко и Н. Ю. Суховой).
- История русской Православной Церкви / Рабочая программа дисциплины. — М., Изд. ПСТГУ. 2012. (в соавторстве).
- Общая теология / Сборник программ учебных дисциплин модуля. — М., Изд. ПСТГУ. 2012. (в соавторстве).
- Учебная программа по адаптационному курсу «Церковно-государственные отношения в России в 18 — начале 20 вв.». — М., Изд. ПСТГУ, 2017.
- Учебная программа по проведению интерактивного семинара «Проблема свободы совести в России в 19 — начале 20 вв.». — М., Изд. ПСТГУ, 2017.
- Учебная программа по проведению интерактивного семинара «Л. Толстой, Ф. Достоевский и религиозный кризис». — М., Изд. ПСТГУ, 2017.

- Лученко К.. Лев Толстой: «христианство» без Христа // Татьянин день, 11.07.2010.
- Молодёжь должна иметь возможность найти ответы на все свои вопросы. Православие и мир, 27.07.2010.
- Хорькова М. Соблюдать закон — единственный выход// Татьянин день, 03.10.2010
- Зыбин И. Уроки Льва Толстого // Православие.ру, 18.11.2010.
- Писатель, который «гнушался плотью» // «Нескучный сад». 2010. — № 11 (58).
- Басинский П. Не отлучённые // Российская газета — Федеральный выпуск № 5384 (8), 20.01.2011.
- Церковь скорбит о Льве Толстом // Фома : журнал. — 2012. — № 4 (108). — С. 64—71.
- Комментарий к отделу «Детский вопрос» (недоступная ссылка) // Нескучный сад. — № 10 (81). — Октябрь 2012.
- «Розовое христианство». Одинокий мыслитель против Толстого и Достоевского // Фома. 2012. — № 11 (115). — С. 62-67.
  - Розовое христианство (часть 1). Одинокий мыслитель против Толстого и Достоевского // foma.ru, 26 сентября 2012
  - Розовое христианство (часть 2). «Его мучила смертность вещей» // foma.ru, 2 октября 2012
- Удержать молодёжь от жизненной катастрофы // Православие и мир, 10.07.2013.
- Болевая точка русской интеллигенции, или За что ценили Льва Толстого. Беседа с Виталием Капланом // Фома. 2013. — № 11 (127). — С. 74-77.
- Можно ли считать теологию научной специальностью // Эхо Москвы, 14 октября 2015
- Протоиерей Георгий Ореханов: Принципиальной возможности защищаться по теологии в России ещё нет. Православие и мир, 19 октября 2015
- Толстой в Воскресенье. Беседа с протоиереем Георгием Орехановым // pravoslavie.ru, 12 июля 2019

## Видеовыступления
- Молодёжь и Церковь // Союз, 02.09.2011.
- «Зачем нам всеобщее высшее?» Выступление в передаче А. Архангельского Тем временем, 23.03.2012.
- К. Н. Леонтьев — свидетель: врач, писатель, философ, монах // XII международные Успенские чтения. СВИДЕТЕЛЬСТВО: ТРАДИЦИИ, ФОРМЫ, ИМЕНА. Киев, 23-26.09.2012.
- Уроки православия. Верные церкви и России. Урок 1 // Союз, 02.09.2013.
- Уроки православия. Верные церкви и России. Урок 2// Союз, 03.09.2013.
- Уроки православия. Лев Толстой и Церковь. Урок 1 // Союз, 18.11.2013.
- Уроки православия. Лев Толстой и Церковь. Урок 2// Союз, 19.11.2013.
- Уроки православия. Лев Толстой и Церковь. Урок 3// Союз, 25.11.2013.
- Уроки православия. Лев Толстой и Церковь. Урок 4// Союз, 26.11.2013.
- Уроки православия. Лев Толстой и Церковь. Урок 5// Союз, 02.12.2013.
- Уроки православия. Лев Толстой и Церковь. Урок 6// Союз, 03.12.2013.